# ニュースパイラルシリーズ
ニュースパイラル（英: nu Spiral）とは、文具メーカーゼブラが製造・発売していたシャープペンシル・油性ボールペンのブランドである。2006年発売。2020年廃盤。
ゼブラと早稲田大学の野呂影勇教授による産学協同プロジェクトとして製作され、エルゴシーティング株式会社と共同開発された。
ペンは人間工学に基づいた手とペンの接触面を多くする構造を採用し、握りやすく疲れにくくなっていると公式ホームページ上で説明されている。
なお、2008年には同プロジェクトの一環として「ニューモティー（nu Motee）」を数量限定で販売していた。

## 商品ラインアップ
ニュースパイラル
- シャープ0.5 mm / ボール（油性）0.7 mm
- 特徴:ニュースパイラル最初のモデル。中心軸が白でスパイラルラインとグリップが白以外のクリアカラー。
- カラー:黒・ライトブルー・オレンジ・ピンク・ライトグリーン
- 替芯:F-0.7芯

ニュースパイラルT
- シャープ0.5 mm/ボール0.7 mm
- 特徴:ニュースパイラルシリーズでは唯一オールノンクリアカラー。
- カラー:オレンジブルー・グリーンクラシックホワイト・ダークブルーイエロー・ピンクグレー・ホワイトグレー
- 替芯:F-0.7芯

ニュースパイラルCC
- シャープ0.5 mm/ボール0.7 mm
- 特徴:クリアカラーシリーズ。
- カラー:クリアブラック・クリアライトブルー・クリアブルー・クリアライトグリーン・クリアイエロー・クリアオレンジ・クリアピンク・クリアクリア
- 替芯:F-0.7芯

ニュースパイラル 2+s
- ボール不明mm 赤・黒 + シャープ0.5mm
- 特徴:シャーボX用リフィルを使える回転式の多機能ペンでオールノンクリアカラー

- カラー:ブラック・バイオレット・スカイブルー・ライトオレンジ・ローズレッド

※末期はCCのシャープペンシルが一部のみ製造されていた。